# Songs from Instant Star
Songs from Instant Star es la banda sonora de la primera temporada de la serie de televisión Instant Star protagonizada por Alexz Johnson en el papel de Jude Harrison, quien interpreta las 11 canciones.
Todas las canciones aparecen a lo largo de los 14 episodios de la primera temporada, siendo Skin (compuesta por Alexz y su hermano) el sencillo más reconocido de este álbum. 
Stupid Girl es una versión de la banda Garbage y Temporary Insanity fue inicialmente interpretada por la banda The Weekend.

## Lista de canciones
1. "24 Hours" (Alexz Johnson, Damhnait Doyle) - 3:18
2. "Temporary Insanity" (Andrea Wasse, Christopher Ward) - 4:14
3. "Waste My Time" (Fred St-Gelais, Rob Wells, C. Ward) - 3:13
4. "Let Me Fall" (Alexz Johnson, C. Ward, Fred St-Gelais) - 3:25
5. "Skin" (Brendan Johnson, Alexz Johnson) - 2:45
6. "I'm In Love With My Guitar" (Rob Wells, C. Ward) - 3:21
7. "Criminal" (Brendan Johnson, Alexz Johnson) - 3:05
8. "Time to Be Your 21" (Marc Jordan, Damhnait Doyle, Rob Wells) - 4:12
9. "It Could Be You" (C. Ward, A. Wasse, Rob Wells) - 3:03
10. "Me Out of Me" (Chin Injeti, Fred St-Gelais) - 2:44
11. "Pick Up the Pieces" (Joel Feeney,) - 3:08
12. "Your Eyes" (M. Jordan, Chin Injeti, Fred St-Gelais) - 3:38
13. "That Girl" (Brendan Johnson, Alexz Johnson) - 3:38
14. "Stupid Girl" (Garbage, Joe Strummer, Mick Jones, Paul Simonon, Topper Headon) - 3:52

## Personal
- Voz principal y coros - Alexz Johnson
- Coros - Joel Feeney, Damhnait Doyle, Neil Donnell, Andrea Wasse, Lisa Dalbello, Katie B y Dave Ogilvie
- Bajo - Patrick Kilbridge
- Percusión - Rick Gratton
- Guitarra principal - Tim Welch
- Guitarras adicionales - Brendan 'Killa' Johnson

- Datos: Q2288995